# South Komelik
South Komelik es un lugar designado por el censo ubicado en el condado de Pima en el estado estadounidense de Arizona. En el Censo de 2010 tenía una población de 111 habitantes y una densidad poblacional de 10,99 personas por km².

## Geografía
South Komelik se encuentra ubicado en las coordenadas 31°42′52″N 111°46′28″O / 31.71444, -111.77444. Según la Oficina del Censo de los Estados Unidos, South Komelik tiene una superficie total de 10.1 km², de la cual 10.1 km² corresponden a tierra firme y (0%) 0 km² es agua.

## Demografía
Según el censo de 2010, había 111 personas residiendo en South Komelik. La densidad de población era de 10,99 hab./km². De los 111 habitantes, South Komelik estaba compuesto por el 0% blancos, el 0% eran afroamericanos, el 99.1% eran amerindios, el 0% eran asiáticos, el 0% eran isleños del Pacífico, el 0% eran de otras razas y el 0.9% pertenecían a dos o más razas. Del total de la población el 9.91% eran hispanos o latinos de cualquier raza.